# Dżereń mongolski
Dżereń mongolski (Procapra gutturosa) – gatunek ssaka parzystokopytnego z rodziny wołowatych, mylona z dżejranem (Gazella subgutturosa).

## Występowanie i biotop
Obecny zasięg występowania gatunku obejmuje wschodnią Mongolię i przylegające do niej tereny Rosji oraz północnych Chin. Jego siedliskiem są stepy i półpustynie.

## Charakterystyka ogólna
| Podstawowe dane         | Podstawowe dane |
| ----------------------- | --------------- |
| Długość ciała           | 100–150 cm      |
| Wysokość w kłębie       | 54–84 cm        |
| Długość ogona           | 8–12 cm         |
| Masa ciała              | 20–39 kg        |
| Dojrzałość płciowa      | 1,5–2 lat       |
| Ciąża                   | 185 dni         |
| Liczba młodych w miocie | 1–3             |
| Długość życia           | 7 lat           |

### Wygląd
Średniej wielkości gazela o jasnobrązowym ubarwieniu.

### Tryb życia
Aktywne w ciągu dnia dżerenie mongolskie są bardzo szybkie i wytrzymałe. Potrafią biec z prędkością 65 km/h na dystansie kilkunastu kilometrów. Dobrze pływają, żyją w dużych stadach liczących kilka tysięcy osobników. Są gatunkiem wędrownym.

### Rozród
Okres godowy dżereni mongolskich trwa od listopada do stycznia. Po 185-dniowej ciąży samica rodzi 1–2, rzadziej 3 młode, które ukrywa przed drapieżnikami przez pierwsze dni ich życia. Młode przyłączają się do matki po 4–8 dniach.

## Podgatunki
Nie wyróżniono podgatunków dżerenia.

## Zagrożenia i ochrona
Głównym zagrożeniem dla dżerenia mongolskiego są nielegalne polowania. Gatunek nie jest objęty konwencją waszyngtońską  CITES. W Czerwonej księdze gatunków zagrożonych Międzynarodowej Unii Ochrony Przyrody i Jej Zasobów został zaliczony do kategorii LC (niskiego ryzyka).